# Göran Ericsson
Göran Ericsson, född 16 maj 1942 i Lycksele, död 14 mars 2011 i Brännkyrka församling i Stockholm, var en svensk kriminalinspektör och politiker (moderaterna).
Göran Ericsson var riksdagsledamot för Stockholms kommuns valkrets 1982–1990, med undantag för en kort tid efter valet 1988. Han hade två barn i sitt första äktenskap med Maud Rutebäck (1942–1999).